# Zalaszentlászló
Zalaszentlászló is een plaats (község) en gemeente in het Hongaarse comitaat Zala. Zalaszentlászló telt 848 inwoners (2001).